# Deroxena
Deroxena is een geslacht van vlinders van de familie dominomotten (Autostichidae), uit de onderfamilie Autostichinae.

## Soorten
- D. conioleuca Meyrick, 1926
- D. venosulella (Moschler, 1862)